# ببغاوات نسرية
ببغاوات نسرية (الاسم العلمي: Psittrichasiidae) فصيلة الببغاوات تتألف أسرتين ببغاء النسر (Pesquet's parrot) و ببغاء فازا (Vasa parrot)، والموجودة في غينيا الجديدة وجزر المحيط الهندي. معظم خبراء التصنيف يضعون هذه الفصيلة مع فصيلة ببغاوات العالم القديم.

## لمحة عامة
ينتشر أفراد هذه الفصيلة في الجزر المحيطة بأسترالية. حجمها كبير وذات ريش أسود وقوادم أجنحة حمر مع بقع حمر على الرأس.